# Route départementale 10 (Alpes-de-Haute-Provence)
Pour les articles homonymes, voir Route départementale 10 et D10.
La route départementale 10, abrégée en RD 10 ou D 10, est une des Routes des Alpes-de-Haute-Provence, qui relie la route nationale 202 au département des Alpes-Maritimes, au lieu-dit le Moulin de Pali.

## Tracé de Annot à Saint-Pierre
- Rouaine, commune de Annot
- Ubraye
- La Rochette
- Saint-Pierre